# Pagode Hông Hiên Tu
La pagode Hông Hiên Tu est un lieu de culte bouddhique édifié en 1917 sous l'impulsion du Capitaine Delayen et du Colonel Lame. Elle était à l'origine située au sein du camp Gallieni, aujourd'hui le lieu-dit "les évêques" à Fréjus. C'est la plus ancienne pagode bouddhiste de France et une des plus anciennes d'Europe (le temple bouddhiste de Saint-Pétersbourg date de 1913), si l'on ne tient pas compte de la Kalmoukie, située en Russie d'Europe, et bouddhiste depuis le XVIIe siècle. Elle est gérée depuis les années 60 par une association loi de 1901 qui en est légalement propriétaire : « association bouddhique franco-vietnamienne ».

## Origine du nom
Hông Hiên Tu signifie « pagode de la fière race Hông Lac ».
On retrouve aussi le surnom de "pagode Gallieni" du fait de son implantation à côté du camp militaire du même nom.

## Histoire
Sa construction débute en 1917 avec une main d'œuvre composée de militaires tirailleurs indochinois présents à Fréjus avant leur déploiement. Elle fut inaugurée par les autorités municipales le 6 avril 1919. À la fin de la Première Guerre mondiale, lorsque les troupes coloniales se retirent, la pagode, faute d'entretien, tombe en ruines. Délaissée pendant la Seconde Guerre mondiale, elle est sauvée de l'abandon par des réfugiés vietnamiens en 1954. Ceux qui se fixent à Fréjus voulurent reprendre le culte bouddhique,,.

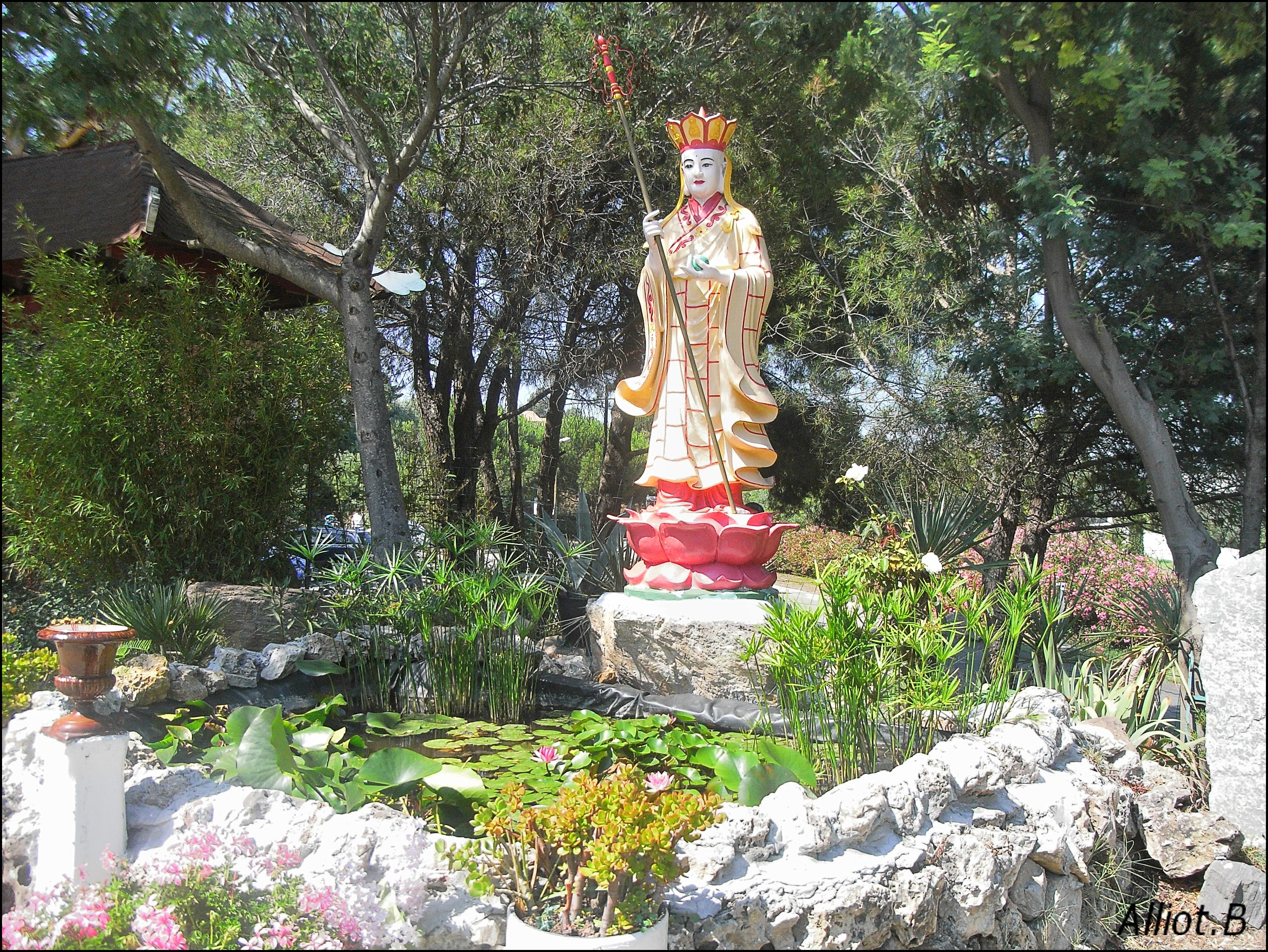
Statue de Bouddha, Pagode bouddhique de Hông Hien

En 1967, une association voit le jour, et fait tout son possible pour rénover la pagode.
Un temple taoïste est également érigé sur le site, meublé par des ornements offerts par un couple de taoïstes parisien.
En 1984, elle figure parmi les pagodes répertoriées par l'Ordre bouddhique vietnamien mondial. Elle accueille chaque année les bouddhistes de la région à l'occasion des principales fêtes bouddhiques.
Elle reste aujourd'hui un lieu de tradition pour les troupes de marine et les bouddhistes de toute la région. Elle est également devenue un site incontournable du Patrimoine régional lié à l'Histoire militaire de Fréjus, visité par de nombreux touristes toute l'année.
Laïcs et religieux viennent pratiquer et fêter les événements bouddhistes vietnamiens comme la fête du Têt (Nouvel an) ou l'anniversaire de Bouddha le 6 mai chaque année.
Depuis 1986, la Pagode Hông Hiên Tu de Fréjus est répertoriée à l'Inventaire général du Patrimoine culturel Régional par le Ministère français de la Culture.

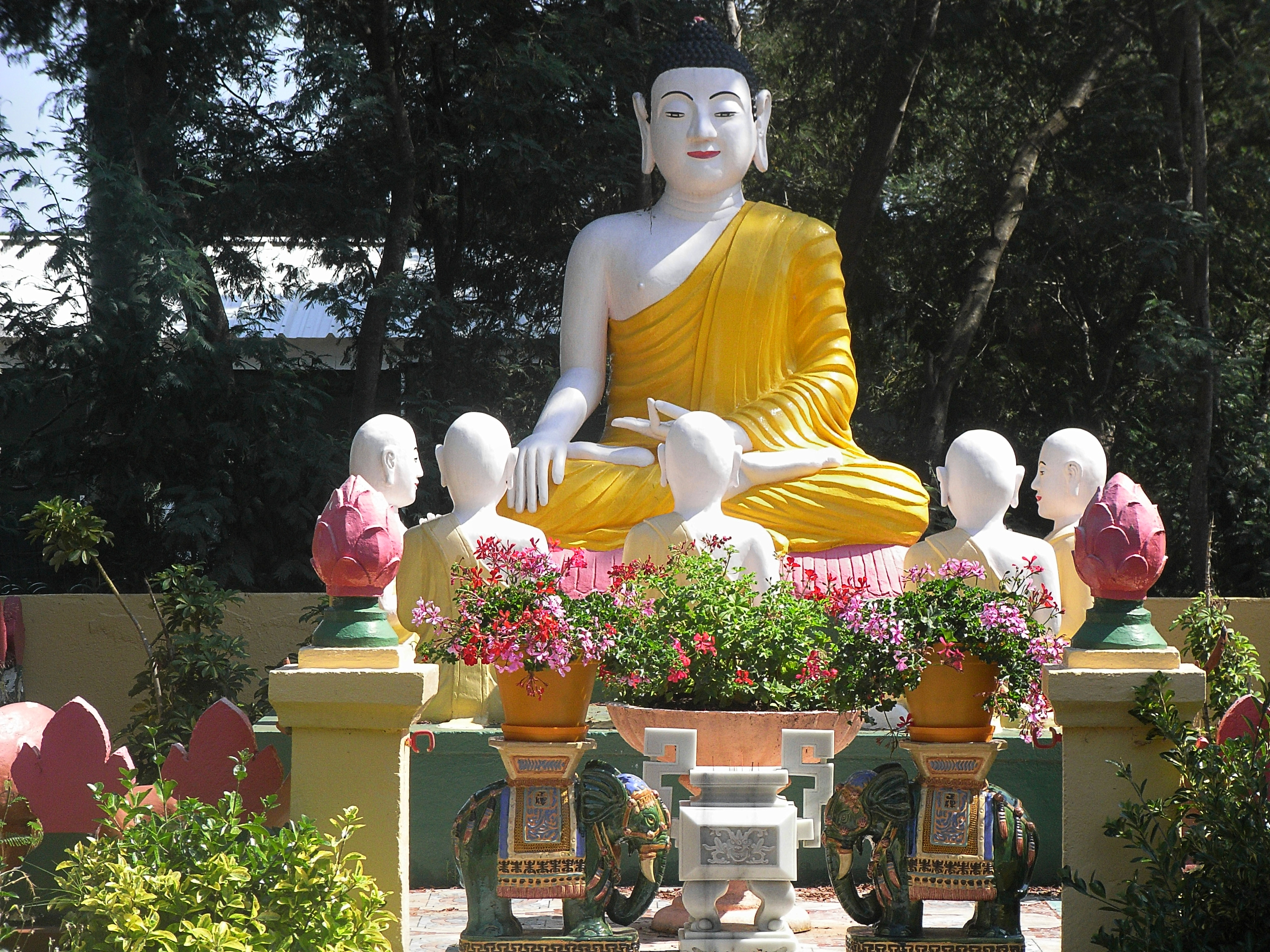
A l'intérieur de la Pagode Hông Hiên Tu.

## Construction et architecture
La pagode reprend à l'origine le style vietnamien. Le temple est un édifice de plan rectangulaire et d'un seul niveau édifié sur un soubassement où l'on accède par quelques marches. Le toit en tuiles creuses d'origine a été modernisé par des matériaux synthétiques mais il garde sa forme à croupe et son toit en pavillons superposés, relevés aux angles et décorés de dragons acrotères en bois.
Les rénovations de 1972 ont agrémenté le jardin d'une statuaire zoologique (dragons, éléphants, tigres, chevaux) mais aussi d'un bestiaire composé d'une dizaine de statues d'animaux au sol ainsi que quatre scènes de la vie de Bouddha.
Il existait à l'origine un cimetière dont les ossements furent transférés entre 1965 et 1967 à la Nécropole nationale de Luynes.
De très nombreuses statues des saints de l'Histoire bouddhiste ont été importées du Vietnam et ornent le parc et notamment l'esplanade devant le Temple. Elles sont sculptées dans des blocs de marbre.

## Controverse
Le dernier moine bouddhiste encore présent a été expulsé en 2020 à la suite d'une longue procédure judiciaire. Le Vénérable Tich Chan Minh, aidé par un comité de soutien de 300 personnes, a tenté d'invalider l’élection du nouveau président du Centre bouddhique Pagode Hong-Hiên Tu, Paul Salmon. L'élection ne se serait pas faite dans des conditions respectant les principes démocratiques. Le moine Tich Chan Minh est accusé par Paul Salmon de ne pas respecter les vœux que doivent suivre les moines bouddhistes et de se livrer à des activités financières,.